# بيلي برام
بيلي برام هي لاعبة هوكي الجليد كندية، ولدت في 5 سبتمبر 1990 في Ste. Anne ‏ في كندا.

## وصلات خارجية
- بيلي برام على موقع EliteProspects.com (الإنجليزية)
- بيلي برام على موقع HockeyDB.com (الإنجليزية)
- بيلي برام على موقع اللجنة الأولمبية الدولية (الإنجليزية)
- بيلي برام على موقع أوليمبيديا (الإنجليزية)
- بيلي برام على موقع اللجنة الأولمبية الكندية (الإنجليزية)